# La Vacquerie-et-Saint-Martin-de-Castries
La Vacquerie et Saint-Martin-de-Castries é uma comuna francesa na região administrativa de Occitânia, no departamento de Hérault. Estende-se por uma área de 43,05 km². Em 2010 a comuna tinha 196 habitantes (densidade: 4,6 hab./km²).